# Trioxys sunnysidensis
Trioxys sunnysidensis är en stekelart som beskrevs av Fulbright och Pike 2007. Trioxys sunnysidensis ingår i släktet Trioxys och familjen bracksteklar. Inga underarter finns listade i Catalogue of Life.